# Coupe des nations de rink hockey 2001
Navigation
Coupe des nations 1999 Coupe des nations 2003
La Coupe des nations de rink hockey 2001 est la 59e édition de la compétition. La coupe se déroule du 11 avril au 16 avril 2001 à Montreux.

## Déroulement
La compétition est divisée en deux phases.
La phase de qualification dure les trois premiers jours du tournoi. Durant cette phase, les 8 équipes sont réparties dans deux groupes. Dans chaque groupe, chaque équipe se rencontre une fois, afin d'établir un classement par groupe. Les deux premières équipes de chaque groupe sont qualifiés pour les demi-finales. Les deux équipes les moins bien placées s'affrontent dans un tournoi pour établir le classement final.
La phase finale s'étale sur les deux derniers jours. La première équipe de chaque groupe rencontre, lors d'une demi-finale, la seconde équipe de l'autre groupe. Les équipes vainqueurs de leur demi-finale s'affrontent en finale. Les équipes perdant la demi-finale jouent un match pour la troisième place. L'équipe classée troisième du groupe rencontre, lors d'un match de classement, le quatrième de l'autre groupe. Les équipes qui sortent vainqueurs de ce matchs de classement s'affrontent le dernier jour pour la 5e place; les équipes perdants jouent un match pour la 7e place.

## Phase de poules

### Groupe A
|   | Équipes     | Pts | J | V | E | D | GM | GS | DG  |
| - | ----------- | --- | - | - | - | - | -- | -- | --- |
| 1 | Espagne     | 5   | 3 | 2 | 1 | 0 | 14 | 3  | 11  |
| 2 | Portugal    | 5   | 3 | 2 | 1 | 0 | 9  | 6  | 3   |
| 3 | France      | 1   | 3 | 0 | 1 | 2 | 5  | 9  | -4  |
| 4 | Montreux HC | 1   | 3 | 0 | 1 | 2 | 4  | 14 | -10 |

|             | Espagne | Portugal | France |     |
| ----------- | ------- | -------- | ------ | --- |
| Espagne     |         | 1-1      | 5-2    | 8-0 |
| Portugal    |         |          | 3-2    | 5-3 |
| France      |         |          |        | 1-1 |
| Montreux HC |         |          |        |     |

### Groupe B
|   | Équipes    | Pts | J | V | E | D | GM | GS | DG  |
| - | ---------- | --- | - | - | - | - | -- | -- | --- |
| 1 | Argentine  | 6   | 3 | 3 | 0 | 0 | 16 | 5  | 11  |
| 2 | Italie     | 4   | 3 | 2 | 0 | 1 | 20 | 5  | 15  |
| 3 | Suisse     | 2   | 3 | 1 | 0 | 2 | 5  | 9  | -4  |
| 4 | États-Unis | 0   | 3 | 0 | 0 | 3 | 2  | 24 | -22 |

|            | Argentine | Italie | Suisse | États-Unis |
| ---------- | --------- | ------ | ------ | ---------- |
| Argentine  |           | 4-3    | 4-1    | 8-1        |
| Italie     |           |        | 4-1    | 13-0       |
| Suisse     |           |        |        | 3-1        |
| États-Unis |           |        |        |            |

## Phase finale
|  | Demi-finales | Demi-finales |          |   | Finale | Finale |
|  | Demi-finales | Demi-finales |          |   | Finale | Finale |
|  |              |              |          |   |        |        |
|  |              |              |          |   |        |        |
|  |              |              |          |   |        |        |
|  | Espagne      | 1(1)         |          |   |        |        |
|  | Espagne      | 1(1)         |          |   |        |        |
|  | Italie       | 1(0)         |          |   |        |        |
|  | Italie       | 1(0)         | Espagne  | 6 |        |        |
|  |              |              | Espagne  | 6 |        |        |
|  |              | Portugal     | 4        |   |        |        |
|  | Argentine    | Portugal     | 4        | 2 |        |        |
|  | Argentine    |              |          | 2 |        |        |
|  | Portugal     | 4            |          |   |        |        |
|  | Portugal     | 4            | 3e place |   |        |        |
|  |              |              |          |   |        |        |
|  |              |              |          |   |        |        |
|  |              |              |          |   |        |        |
|  | Italie       | 4            |          |   |        |        |
|  | Italie       | 4            |          |   |        |        |
|  | Argentine    | 1            |          |   |        |        |
|  | Argentine    | 1            |          |   |        |        |

## Matchs de classement
|  | Match de classement | Match de classement |                        |                                 | Match pour la 5e place | Match pour la 5e place |
|  | Match de classement | Match de classement |                        |                                 | Match pour la 5e place | Match pour la 5e place |
|  |                     |                     |                        |                                 |                        |                        |
|  |                     |                     |                        |                                 |                        |                        |
|  |                     |                     |                        |                                 |                        |                        |
|  | France              | 4                   |                        |                                 |                        |                        |
|  | France              | 4                   |                        |                                 |                        |                        |
|  | États-Unis          | 1                   |                        |                                 |                        |                        |
|  | États-Unis          | 1                   | France                 | 3 (victoire après prolongation) |                        |                        |
|  |                     |                     | France                 | 3 (victoire après prolongation) |                        |                        |
|  |                     | Suisse              | 3                      |                                 |                        |                        |
|  | Suisse              | Suisse              | 3                      | 8                               |                        |                        |
|  | Suisse              |                     |                        | 8                               |                        |                        |
|  | Montreux HC         | 1                   |                        |                                 |                        |                        |
|  | Montreux HC         | 1                   | Match pour la 7e place |                                 |                        |                        |
|  |                     |                     |                        |                                 |                        |                        |
|  |                     |                     |                        |                                 |                        |                        |
|  |                     |                     |                        |                                 |                        |                        |
|  | États-Unis          | 5                   |                        |                                 |                        |                        |
|  | États-Unis          | 5                   |                        |                                 |                        |                        |
|  | Montreux HC         | 2                   |                        |                                 |                        |                        |
|  | Montreux HC         | 2                   |                        |                                 |                        |                        |

## Classement final
| Classement | Équipes     |
| ---------- | ----------- |
|            | Espagne     |
|            | Portugal    |
|            | Italie      |
| 4          | Argentine   |
| 5          | France      |
| 6          | Suisse      |
| 7          | États-Unis  |
| 8          | Montreux HC |

| Vainqueur du tournoi de Montreux 2001 |
| ------------------------------------- |
| ESPAGNE 14e                           |